# Fissidens glaucissimus
Fissidens glaucissimus är en bladmossart som beskrevs av Welwitsch och Jean Étienne Duby 1872. Fissidens glaucissimus ingår i släktet fickmossor, och familjen Fissidentaceae. Inga underarter finns listade i Catalogue of Life.